# Randi Zuckerberg
Randi Jayne Zuckerberg (nascida em 28 de Fevereiro de 1982) é uma empresária americana. Ela é ex-diretora de desenvolvimento de mercado e porta-voz do Facebook e irmã do co-fundador e CEO da empresa, Mark Zuckerberg. Antes de trabalhar no Facebook, ela foi palestrante no programa de TV Forbes on Fox. Ela é fundadora e CEO da Zuckerberg Media, editora-chefe (EIC) da Dot Complicated, um site sobre estilo de vida digital, e criadora de Dot., uma série de animação de TV sobre uma menina que usa tecnologia para melhorar suas experiências educacionais e atividades recreativas.

## Carreira

### Pré-Facebook

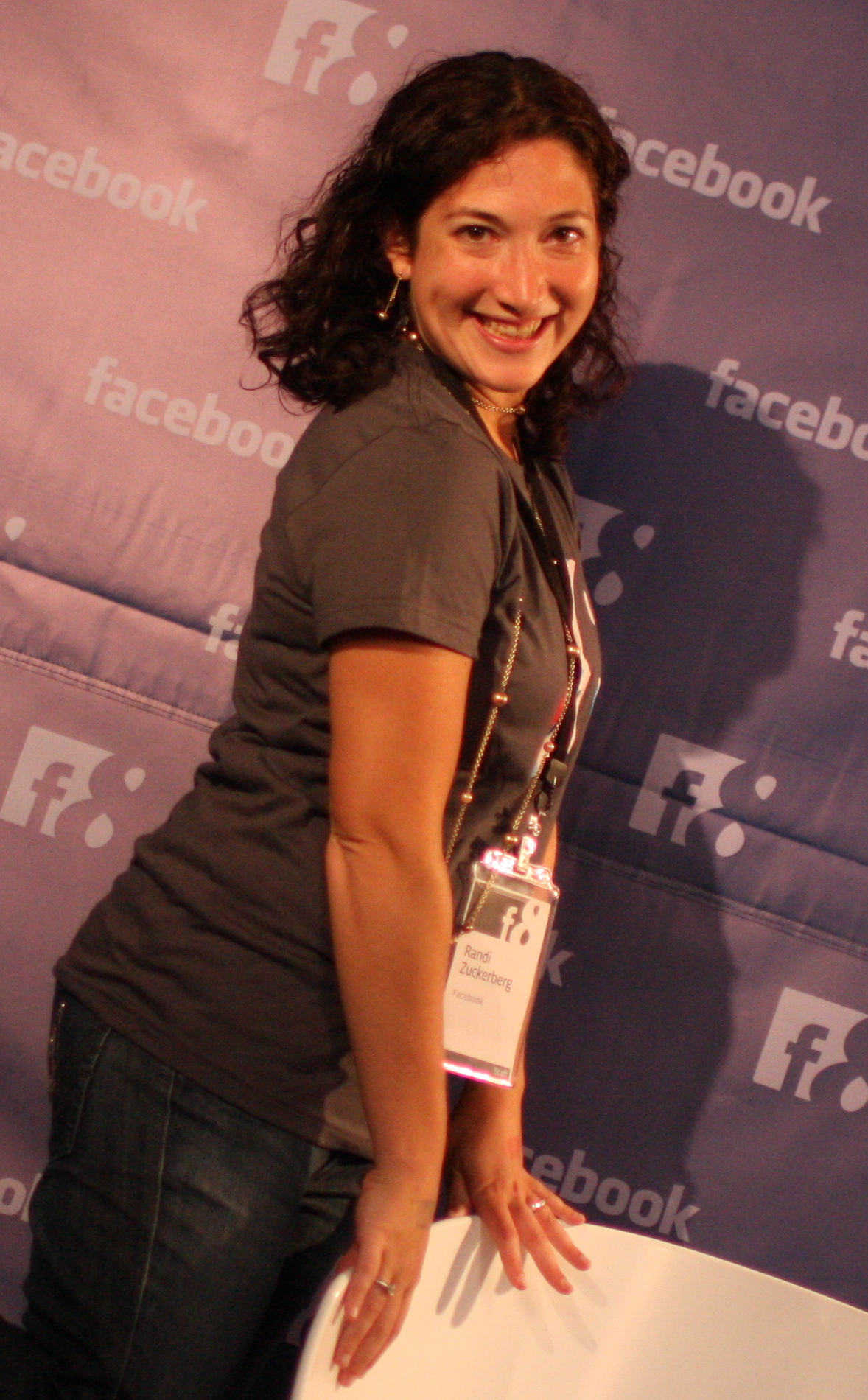
Randi Zuckerberg

Depois de se formar em Harvard, Randi Zuckerberg trabalhou por dois anos em marketing para a firma de publicidade Ogilvy & Mather. Ela afirma em artigos e entrevistas que para ela, era um emprego dos sonhos, em que ela gostava do trabalho e estava em bom caminho para o avanço profissional.

### Facebook
No final de 2004, o irmão de Randi, Mark, pediu-lhe para se juntar a ele em sua startup chamada Facebook. Randi assumiu uma posição que exigia realocação e corte no pagamento, mas com opções de ações. Ela afirma que inicialmente pensou que seria uma posição temporária que poderia durar seis meses. Contudo, ela permaneceu no Facebook até Agosto de 2011.[carece de fontes?]
Classificada entre os 50 "Digital Power Players" pela revista The Hollywood Reporter em 2010, Randi organizou e também foi correspondente dos debates das primárias presidenciais do Partido Democrata e do Partido Republicano, promovidos pela parceria ABC/Facebook em 2008. Ela também foi correspondente na Inauguration Day Partnership em 2009, pela CNN/Facebook; no evento Comcast Facebook Diaries; e na Convenção Nacional Democrata (DNC) e nas Convenções Nacionais Republicanas de 2008, pelo Facebook.
Adotando uma posição politicamente neutra, Randi disse ao Wall Street Journal que sua equipe de jornalistas do Facebook foi tratada na Convenção Democrata "como astros do rock". Na noite de 2 de Novembro de 2010, Randi trabalhou em um town hall reunido pela ABC News como parte de sua cobertura televisiva das eleições nacionais dos Estados Unidos.

### Pós-Facebook
Em Agosto de 2011, Randi renunciou ao Facebook e anunciou sua nova empresa de mídia social, chamada "Zuckerberg Media". Desde o início da Zuckerberg Media, Randi tem produzido shows e conteúdo digital para a BeachMint, a Clinton Global Initiative, o Cirque du Soleil, as Nações Unidas, a Condé Nast e a Bravo.

### Escritora
Randi é autora de Spark Your Career in Advertising. Em Setembro de 2013, ela lançou seus primeiros livros pela HarperCollins: um livro de não-ficção adulto intitulado Dot Complicated e um livro ilustrado infantil chamado Dot., sobre uma menina aficionada por tecnologia.

### Aparições na TV

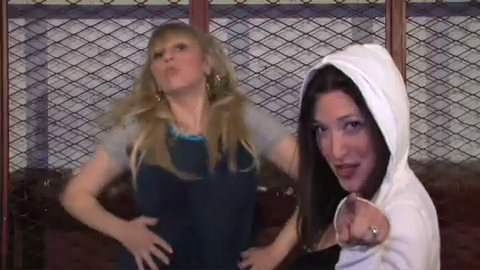
Em 2007, Zuckerberg apareceu com Irina Slutsky e David Prager em um vídeo de paródia musical, cantando sobre o recém-lançado iPhone.

Zuckerberg apareceu no programa de TV Today Show em 26 de Janeiro de 2016 em um segmento intitulado "2016 Netiquette", no qual ela discutiu a etiqueta dos dias modernos na Internet.

### Dubladora
No episódio A Song For Everyone da animação Dot. ela dubla a personagem "Ms. Randi", professora de música de Dot que organiza o coral das crianças no centro comunitário.

## Perspectivas
Em 2011, Randi Zuckerberg defendeu a abolição do anonimato na Internet para proteger crianças e jovens adultos do cyberbullying. Randi explicou como o anonimato protege os perpetradores.

## Vida Pessoal
Zuckerberg e seu marido Brent Tworetzky têm dois filhos, Asher e Simi. A família reside em Nova York.

## Ver Também
- Dot. - série de animação criada por Randi Zuckerberg.

## Ligações Externas
- Dot Complicated (site oficial)
- Randi Zuckerberg no Internet Off-Broadway Database